# Juden raus! (Spiel)

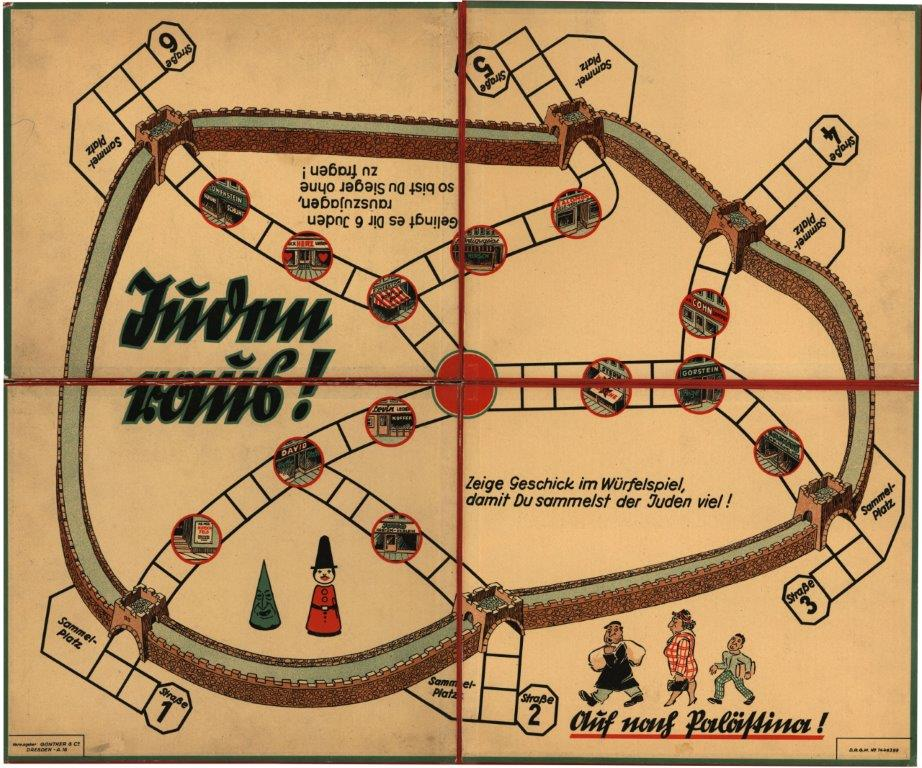
Spielbrett des Spiels Juden raus!

Juden raus! ist ein Ende 1938 bei Günther & Co. in Dresden erschienenes antijüdisches Brettspiel aus der Zeit des Nationalsozialismus. Das Brettspiel wurde als „außerordentlich heiteres und zeitgemäßes Gesellschaftsspiel“ angepriesen. Laut Spiegel Online soll es jedoch „zum Geschmacklosesten, was die Spielwarenindustrie im ‚Dritten Reich‘ produzierte“, gehören.

## Spielprinzip
Das Spiel stellt eine Mischung aus Mensch ärgere Dich nicht und Fang den Hut dar. Spielziel ist es, auf einem Spielplan durch würfelbestimmtes Hin- und Herziehen zwischen einem Judenhaus innerhalb der mittelalterlichen Stadtmauern und einem Sammelplatz außerhalb der auf dem Spielplan stilisiert dargestellten Stadt sechs als Juden deklarierte Hütchen auf einen Sammelplatz nach Palästina zu bringen. Auf dem Spielbrett wurden Juden durch huttragende judenfeindliche Karikaturen bzw. als huttragende Holzfiguren dargestellt. 

## Verbreitung
Mehr als eine Million Ausgaben wurden 1938 nach Angaben von Barbara Rogasky verkauft, die dafür allerdings keine Quellen angibt. Der Historiker André Postert vom Dresdner Hannah-Arendt-Institut fand 2018 heraus, dass der Hersteller selbst mit 1 Mio. verkauften Spielen geworben habe, jedoch noch im Erscheinungsjahr 1938 große Rabatte gewährt werden mussten, um das Spiel loszuwerden. So wiesen Morris-Friedman und Schädler in ihrer Studie darauf hin, dass das Spiel von den Nationalsozialisten, beispielsweise dem SS-Kampf- und Werbeblatt Das Schwarze Korps, kritisiert wurde und ein Ladenhüter blieb.

## Heutige Situation
Von dem Spiel sind nur noch zwei erhaltene Exemplare bekannt. 2004 wurde im Buch Territorien des Selbst von Maja Suderland die Vermutung angestellt, dass diese Brettspiele als „Beweisstücke für den weitverbreiteten Antisemitismus vor der Entnazifizierung gründlich beseitigt wurden“.